# Эмли
Эмли (англ. Emly; ирл. Imleach) — деревня в ирландском графстве Южный Типперэри (провинция Манстер). Известна как место, где в VI веке жил святой Айлбе; сохранился каменный крест святого.
С 1 января 1880 года по 9 сентября 1963 года в Эмли действовала железнодорожная станция.
В 2009 году удостоена премии Irish Tidy Towns Competition.

## Демография
Население — 293 человека (по переписи 2006 года). В 2002 году население составляло 278 человек.
Данные переписи 2006 года:
| Общие демографические показатели |               |                               |                               |      |      |
| Всё население                    | Всё население | Изменения населения 2002—2006 | Изменения населения 2002—2006 | 2006 | 2006 |
| 2002                             | 2006          | чел.                          | %                             | муж. | жен. |
| 278                              | 293           | 15                            | 5,4                           | 164  | 129  |